# Pentina

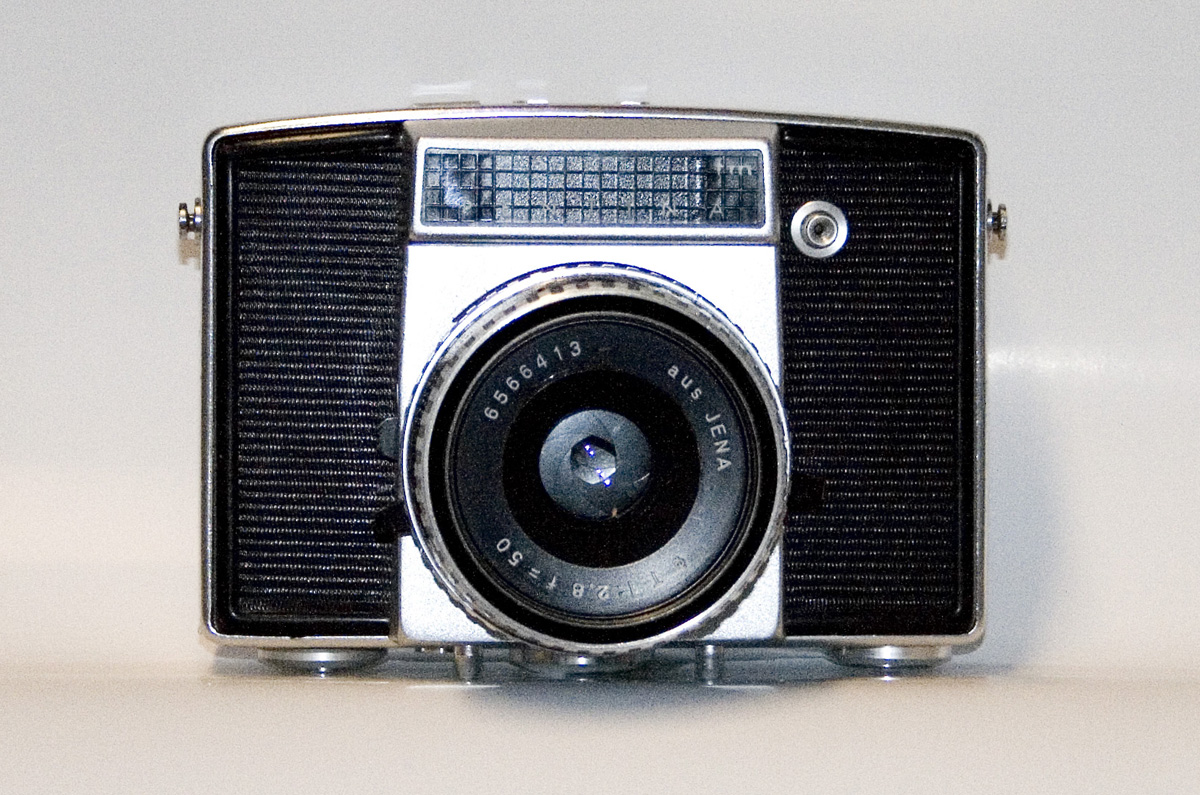
Pentina fm mit Standard-Objektiv

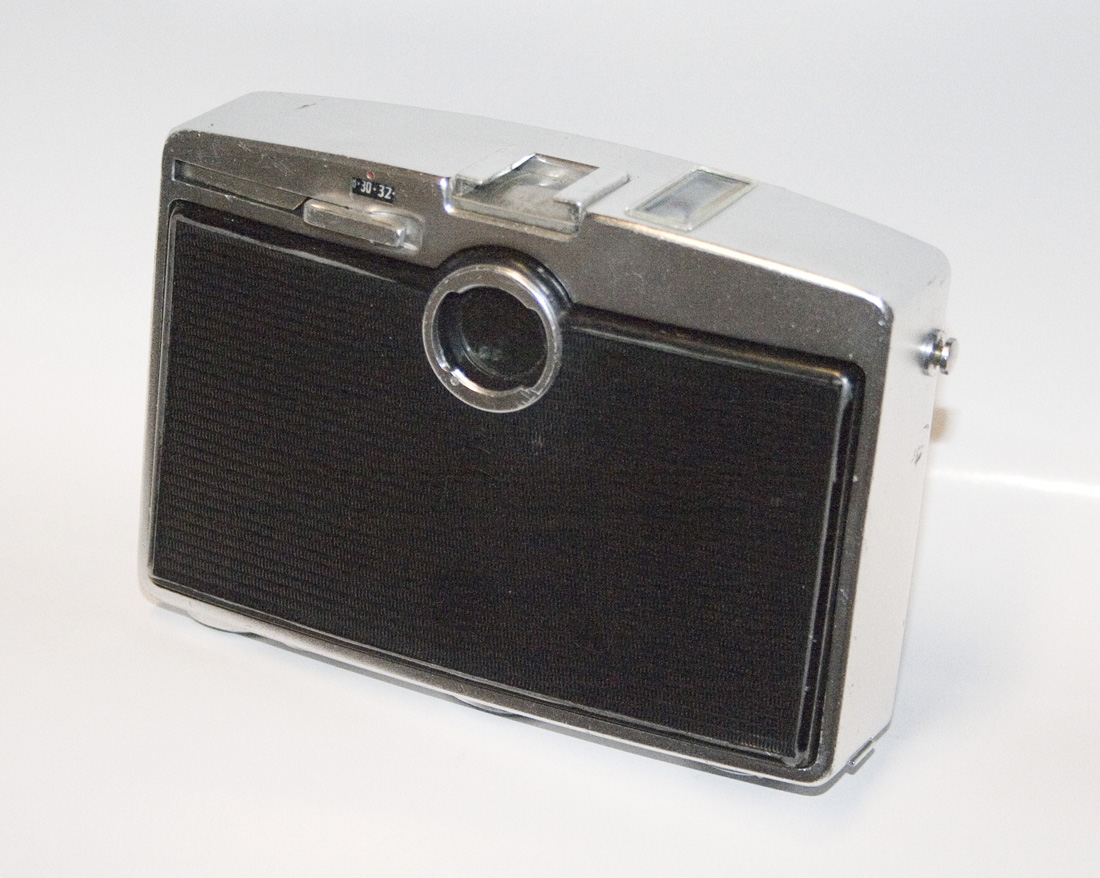
Pentina fm, Rückseite

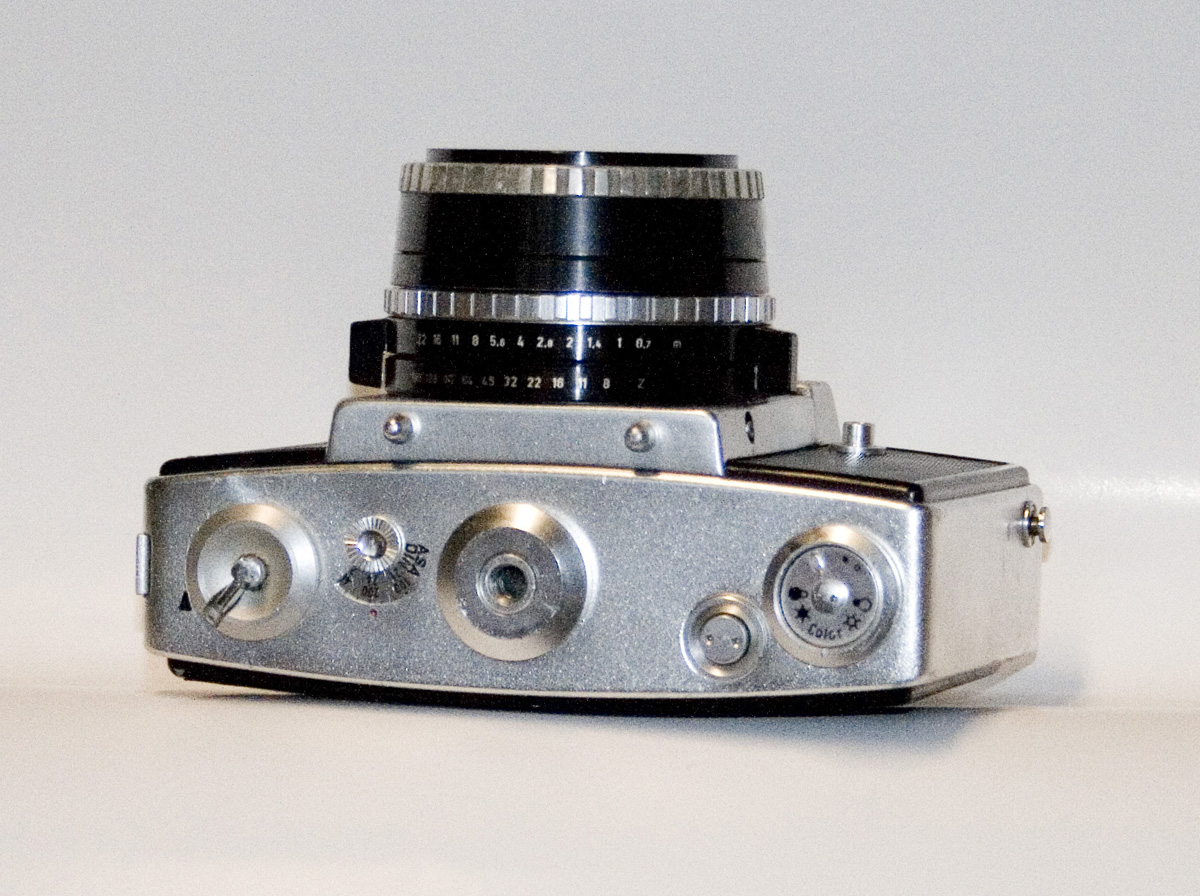
Pentina fm, Bedienelemente, von unten

Die Pentina ist eine einäugige Spiegelreflexkamera für das Kleinbildformat. Die Pentina wurde vom Kombinat VEB Pentacon Dresden gebaut. Die Kamera wurde ab 1960 in einer Zahl von ca. 45.000 Exemplaren hergestellt und war die erste Kamera von Pentacon mit Zentralverschluss. Entworfen wurde die Pentina von Jürgen Peters (1931–2009), konstruiert von Hans Daeche.

## Form
Die Pentina fällt durch ihre außergewöhnliche Form auf, die auf den ersten Blick nicht auf eine Spiegelreflexkamera schließen lässt. Sie wurde beworben als „erste einäugige Spiegelreflexkamera im neuen Gewande“. Die Bedienelemente sind zumeist unauffällig in das Gehäuse integriert, die Wechselobjektive wurde über ein Steckbajonett angeschlossen. Die Kamera verfügte über einen mit Blende und Verschluss gekoppelten, eingebauten Selenbelichtungsmesser mit Nachführzeiger.
Standardobjektiv der Pentina war ein Carl Zeiss (Jena) Tessar 1:2,8/50 mm. Die möglichen Belichtungszeiten von 1 s bis 1/500 s waren mit Blitzgeräten synchronisierbar.

## Modelle
Die Pentina wurde in vier Modellvarianten hergestellt: als Pentina E (ohne Belichtungsmesser), Pentina (mit Belichtungsmesser), Pentina M (mit Belichtungsmesser, Meßlupe) und Pentina fm (mit Belichtungsmesser sowie Fresnel-Linse mit Meßkeil). Außerdem gab es Versionen mit goldeloxiertem Gehäuse und braunem Bezug sowie standardmäßig mit silbereloxiertem Gehäuse und schwarzem Bezug.

## Objektive

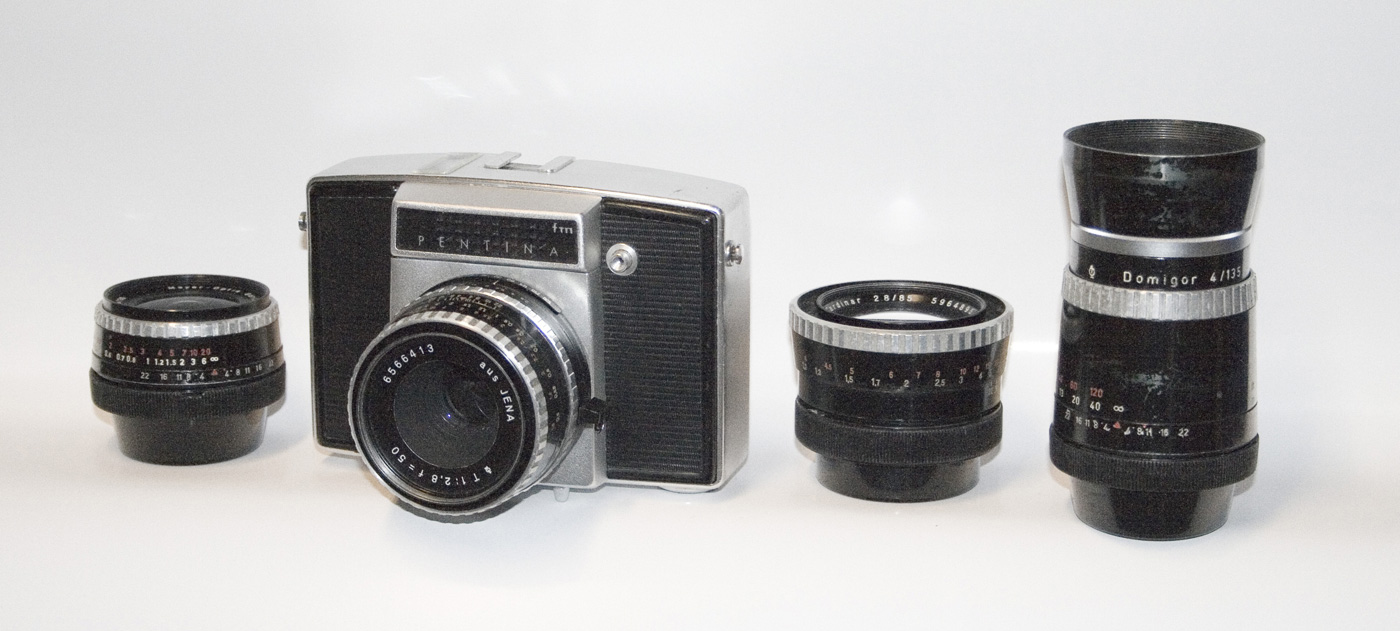
Pentina fm und verfügbare Objektive, von links 30 mm, Standard, 85 mm, 135 mm

Weitere für die Pentina gebaute Objektive sind
- Meyer-Optik Lydith 1:3,5/30 mm,
- Carl Zeiss Jena Cardinar 1:2,8/85 mm,
- Meyer-Optik Domigor 1:4/135 mm

Längere Brennweiten als 135 mm waren konstruktionstechnisch ausgeschlossen (Hinterlinsenverschluss).

## Weitere Ausstattung
- Blendenautomatik
- Schnellaufzug
- Bildzählwerk
- Vorlaufwerk
- Rückspulkurbel
- Zubehörsteckschuh
- Filmmerkscheibe
- Trageösen
- Stativanschluss 1/4 Zoll
- Filmempfindlichkeit einstellbar von 6-1600 ASA

## Varia
Die Pentina wurde zumindest zeitweise nur mit unterschriebenem Revers verkauft, sie nicht ins Ausland zu verbringen.